# Mathematical Inequalities and Applications
Mathematical Inequalities and Applications is een internationaal, aan collegiale toetsing onderworpen wetenschappelijk tijdschrift op het gebied van de wiskunde.
De naam wordt in literatuurverwijzingen meestal afgekort tot Math. Inequal. Appl.
Het wordt uitgegeven door de Universiteit van Zagreb en verschijnt 4 keer per jaar.
Het eerste nummer verscheen in 1998.